# Seelöwenbrunnen (Berlin-Wedding)
Der Seelöwenbrunnen ist ein Werk von Georg Wrba und wurde Ende des 19. Jahrhunderts in Betrieb genommen.

## Lage
Er liegt im Ortsteil Wedding des Bezirkes Berlin-Mitte am Augustenburger Platz 1 an der Mittelallee auf dem Gelände des Rudolf-Virchow-Krankenhauses.

## Beschreibung und Geschichte
Der Zierbrunnen ist ein Laufbrunnen mit großem kreisrunden Brunnenbecken mit einem Durchmesser von etwa 8 m Auf der zentralen Brunnensäule befinden sich ein Knabe und Seelöwen in Bronze, aber auch Fische. Der nackte Knabe reckt seinen linken Arm mit einem Fisch empor, aus dem eine Fontäne sprudelt. Sowohl die Brunnensäule mit ihren Ausgüssen als auch das Brunnenbecken sind aus Kalkstein gefertigt.
Der Bildhauer Georg Wrba schuf diesen Springbrunnen 1899 für den Innenhof (Brunnenhof) des damaligen selbstständigen Krankenhauses und nannte ihn Seehund-Brunnen. Wrba fertigte neben verschiedenem baulichen Schmuck an den Gebäuden des Klinikums auch noch einen weiteren Brunnen an der Mittelallee: den Widderkopfbrunnen. Vom (noch existierenden) Brunnenhof wurde die Anlage später auf die Mittelpromenade versetzt, wo sie für Besucher und Mitarbeiter der Klinik besser sichtbar ist.
Als Teil der Gesamtanlage steht der Seelöwenbrunnen unter Denkmalschutz. Er ist in der Liste der Brunnenanlagen im Berliner Bezirk Mitte enthalten.

## Sonstiges
Es gibt weitere Schmuckbrunnen in Berlin, die auch Seelöwenbrunnen oder ganz ähnlich heißen. Dazu gehören:
- Brunnen mit Seelöwengruppe von der Bildhauerin Else Fraenkel-Brauer, 1954 im Zoologischen Garten von Berlin aufgestellt[4]
- Seelöwenbrunnen, Künstler und Jahr unbekannt, vor einem Seniorenwohnhaus in Berlin-Charlottenburg[5]
- Zwei Seelöwen aus Kunststein vom Künstler Hans-Peter Goettsche, 1950, im Stadtpark Lichtenberg, ursprüngliche Wasserspeier in einer Plansche, nun nur noch Skulpturen